# لقمان ادهمی
لقمان ادهمی (زادهٔ ۲۸ تیر ۱۳۲۸ در تهران) موسیقی‌دان، نوازندهٔ ویلن، آهنگساز و رهبر ارکستر اهل ایران است.

## زندگی هنری
لقمان ادهمی، در ۲۸ تیر ۱۳۲۸ در تهران متولد شد. از ۷ سالگی با وجود علاقه‌اش به نواختنِ سنتور، به تشویق پدر، نواختن ویلن را نزد «عطاالله روانبخش» آغاز کرد. پس از آن، فراگیری ویلن را نزد پرویز یاحقی، علی تجویدی و «ژرژ مارتیروسیان» دنبال نمود. او در ۱۵ سالگی نخستین قطعهٔ موسیقی خود را آهنگسازی کرد. وی در هنرستان موسیقی ملی نزد هنرمندانی نظیر: سلیمان روح‌افزا (ردیف موسیقی ایرانی) و فرهاد فخرالدینی آموخته‌های موسیقی خود را پی گرفت. او تحصیلات دانشگاهی خود را ابتدا در رشتهٔ مهندسی الکترونیک به پایان برد و سپس در رشتهٔ موسیقی دانشگاه تهران به تحصیل موسیقی پرداخت. وی در اوایل انقلاب ۱۳۵۷ ایران، به همراه همسرش برای ادامه تحصیل به آمریکا مهاجرت کرد و از دانشگاه (کنسرواتوار موسیقی) سین‌سیناتی اوهایو مدرک کارشناسی ارشد خود را دریافت نمود. از دیگر استادان او می‌توان به «مانوئل کامپنسکی»، «رونالد کونتسکا» و «لوئیجی» اشاره کرد. او غیر از نوازندگی، با بسیاری از هنرمندان موسیقی پاپ، به عنوان آهنگساز، تنظیم‌کننده و ترانه‌سرا نیز همکاری داشته‌است که می‌توان به هنرمندانی نظیر: ستار، مهستی، هایده، فریدون فرخزاد، ابی، مرتضی، مارتیک، حمیرا، لیلا فروهر، کورس سرهنگ‌زاده، شهرام صولتی و … اشاره نمود.
وی با نواختن سازهای نی، کمانچه و پیانو نیز آشنایی دارد. او در سال ۲۰۱۲ موفق به دریافت دیپلم افتخار آهنگسازی و یک عمر فعالیت هنری از پنجمین دوره آکادمی جهانی هنر، ادبیات و رسانه شد.

## فعالیت‌های هنری
از جمله فعالیت‌های لقمان ادهمی، می‌توان به موارد زیر اشاره نمود:
تأسیس مدرسهٔ بین‌المللی موسیقی «هنرکدهٔ موسیقی باربد» در شهر اورنج کانتی کالیفرنیا، تهیهٔ برنامهٔ رادیویی «موسیقی معاصر» به مدت ۷ سال، همکاری با فصلنامهٔ فرهنگی «دفتر هنر» به مدت ۳ سال

## آثار هنری
لقمان ادهمی آثار متعددی ساخته‌است که از آن جمله به موارد زیر می‌توان اشاره نمود:
- «میلاد» با شعر و آهنگ لقمان ادهمی و خوانندگی ابی[۹]
- «سایه عشق» با خوانندگی هایده[۴]
- «شراب‌خانه» با شعر زویا زاکاریان و خوانندگی مارتیک[۴][۶]
- «چون زُلف توأم جانا» با شعر رهی معیری و خوانندگی ستار[۶]
- «خلیج فارس»[۵]
- آلبوم موسیقی «جاودانه» (ویلن و تمبک براساس موسیقی ایرانی)[۱]
- آلبوم موسیقی «اشک» با شعر رهی معیری و خوانندگی ستار[۱] (تقدیم شده به رهی معیری)[۵]
- آلبوم موسیقی «گلرنگ» (ویلن و ارکستر به روی آثار رهی معیری و مهین عمید)[۱]
- آلبوم موسیقی «شمال» (ویلن و پیانو)[۷]
- موسیقی نمایش «ماه در آیینه» (به یاد قمرالملوک وزیری) به کارگردانی فیروزه خطیبی[۷]
- «می» آهنگسازی و تنظیم لقمان ادهمی با صدای شهرام صولتی
- «توبه» آهنگسازی قاسم رئیس نژاد و تنظیم لقمان ادهمی با صدای شهرام صولتی
- «رسم» آهنگسازی و شعر جهانبخش پازوکی و تنظیم لقمان ادهمی با صدای معین
- «ساده‌دل» آهنگسازی و شعر جهانبخش پازوکی و تنظیم لقمان ادهمی با صدای معین
- «تازه» و «پرستوها» آهنگسازی و شعر جهانبخش پازوکی و تنظیم لقمان ادهمی با صدای مهستی
- «آیینه» آهنگسازی و شعر جهانبخش پازوکی و تنظیم لقمان ادهمی با صدای هایده